# Paramordellana
Paramordellana là một chi bọ cánh cứng trong họ Mordellidae.
Chi này được miêu tả khoa học năm 1968 bởi Ermisch.

## Các loài
Chi này gồm các loài:
- Paramordellana carinata (Smith, 1883)
- Paramordellana ruficauda (Maeklin, 1875)
- Paramordellana triloba (Say, 1824)